# European League maschile 2010
La VII European League di pallavolo maschile si svolse dal 4 giugno al 17 luglio 2010. Dopo la fase a gironi che si disputò dal 4 giugno all'11 luglio, la fase finale, a cui si qualificarono le prime tre squadre classificate tra i due gironi di qualificazione, più la Spagna, paese ospitante, si svolse dal 16 al 17 luglio a Guadalajara, in Spagna. La vittoria finale andò per la prima volta al Portogallo.

## Squadre partecipanti
| - Austria - Grecia - Portogallo - Regno Unito - Romania - Slovacchia - Spagna - Turchia |

## Gironi
| Gruppo A                              | Gruppo B                          |
| ------------------------------------- | --------------------------------- |
| Regno Unito Romania Slovacchia Spagna | Austria Grecia Portogallo Turchia |

## Fase finale

### Finali 1º e 3º posto -Guadalajara
|  | Semifinali | Semifinali | Semifinali |        |            | Finale          | Finale          | Finale          |  |
|  |            |            |            |        |            |                 |                 |                 |  |
|  | Romania    | Romania    | 2          |        |            |                 |                 |                 |  |
|  | Romania    | Romania    | 2          |        |            |                 |                 |                 |  |
|  | Portogallo | Portogallo | 3          |        |            |                 |                 |                 |  |
|  | Portogallo | Portogallo | 3          |        | Portogallo | Portogallo      | 3               |                 |  |
|  |            |            |            |        | Portogallo | Portogallo      | 3               |                 |  |
|  |            |            | Spagna     | Spagna | 1          |                 |                 |                 |  |
|  | Spagna     | Spagna     | Spagna     | Spagna | 1          | 3               |                 |                 |  |
|  | Spagna     | Spagna     |            |        |            | 3               |                 |                 |  |
|  | Turchia    | Turchia    | 0          |        |            | Finale 3º posto | Finale 3º posto | Finale 3º posto |  |
|  | Turchia    | Turchia    | 0          |        |            |                 |                 |                 |  |
|  |            |            |            |        |            |                 |                 |                 |  |
|  |            |            |            |        |            | Romania         | Romania         | 2               |  |
|  |            |            |            |        |            | Romania         | Romania         | 2               |  |
|  |            |            |            |        |            | Turchia         | Turchia         | 3               |  |

## Classifica finale
| Pos | Squadra     | Rosa                                                         |
| --- | ----------- | ------------------------------------------------------------ |
|     | Portogallo  | Template:Portogallo maschile pallavolo European League 2010  |
|     | Spagna      | Template:Spagna maschile pallavolo European League 2010      |
|     | Turchia     | Template:Turchia maschile pallavolo European League 2010     |
| 4   | Romania     | Template:Romania maschile pallavolo European League 2010     |
| 5   | Grecia      | Template:Grecia maschile pallavolo European League 2010      |
| 6   | Slovacchia  | Template:Slovacchia maschile pallavolo European League 2010  |
| 7   | Regno Unito | Template:Regno Unito maschile pallavolo European League 2010 |
| 8   | Austria     | Template:Austria maschile pallavolo European League 2010     |

|  | Qualificata alle qualificazioni alla World League 2011 |